# Isaac Ware
Isaac Ware (1704  - 1766) est un architecte anglais et traducteur de l'architecte italien de la Renaissance Andrea Palladio .

## Jeunesse
Ware est né dans la pauvreté, vivant comme un gamin des rues et travaillant comme ramoneur, jusqu'à ce qu'il soit adopté par Richard Boyle (3e comte de Burlington) à l'âge de huit ans (vers 1712), après quoi il est soigné et éduqué en tant que jeune noble. Apparemment, il dessinait sur le trottoir de Whitehall, et Burlington, reconnaissant le talent, l'intelligence et la personnalité, l'emmène dans sa propre maison. Son éducation ultérieure comprend un Grand Tour d'Europe et l'étude de l'architecture .

## Carrière d'architecte

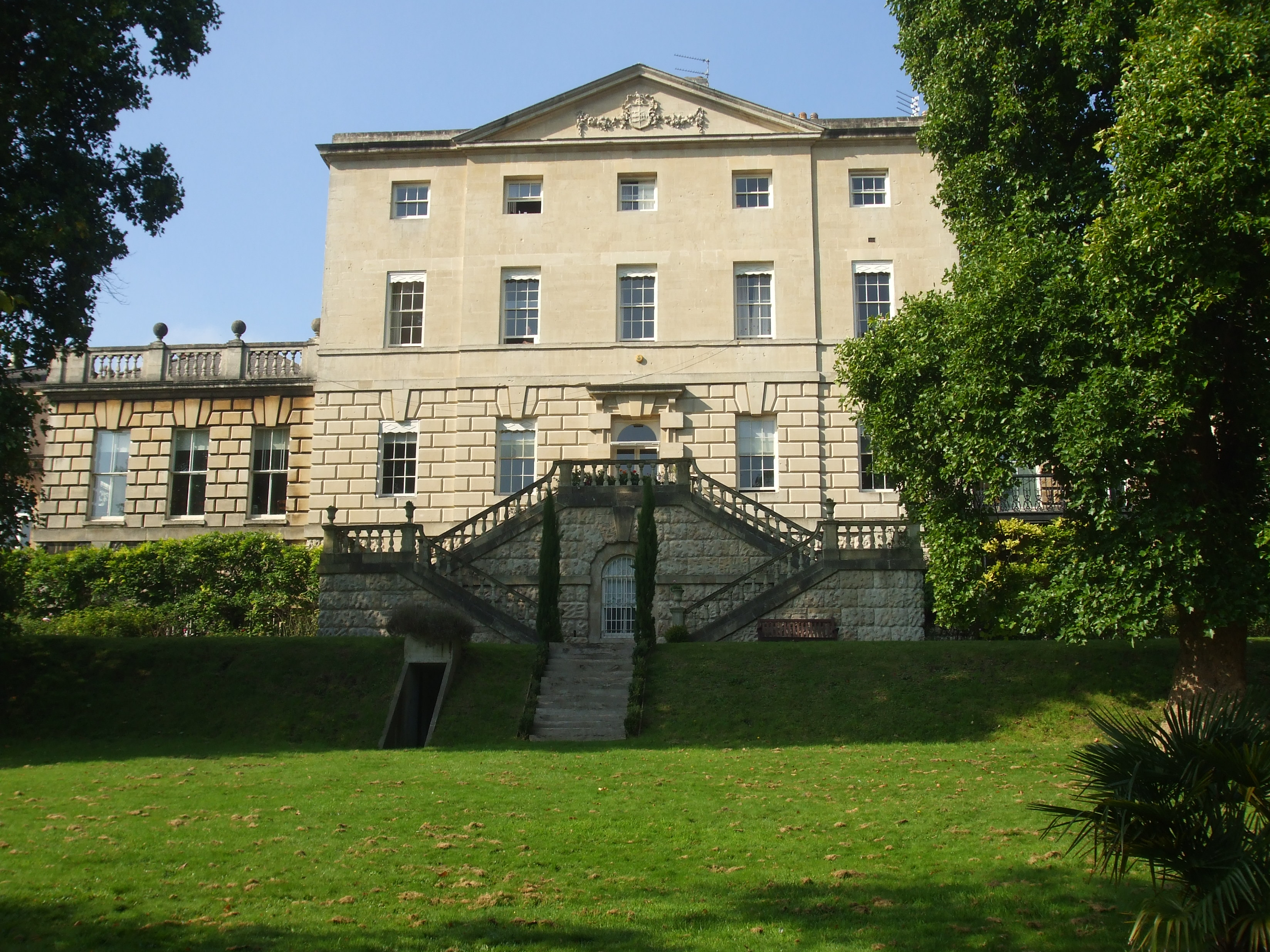
Clifton Hill House

Il est apprenti chez Thomas Ripley, le 1er août 1721, et le suit dans des postes au Bureau des Travaux, mais son mentor en design est Lord Burlington. Ware est membre de la St Martin's Lane Academy, qui rassemble plusieurs des principales figures du mouvement rococo anglais, parmi lesquelles Louis François Roubillac, qui sculpte le buste de Ware vers 1741 .
Bien qu'il ait occupé divers postes au Bureau des travaux entre 1728 et sa mort, dont celui de secrétaire, poste précédemment occupé par Nicholas Hawksmoor, les principaux travaux de Ware sont destinés à des clients privés . Outre Chesterfield House, Westminster, (1747–52; démoli en 1937) avec son extérieur palladien et ses détails intérieurs rococo, il construit un petit nombre de maisons de campagne, dont la plupart sont ensuite rénovées ou démolies. Clifton Hill House, Bristol et Wrotham Park, Hertfordshire subsistent, Clifton Hill House, construite en 1746-1750, est une villa palladienne, un type Ware également utilisé pour deux maisons en Écosse dans les dix années suivantes, toutes deux avec des ailes de service reliées à la maison principale par des passages . A Wrotham (1756) le bloc central est flanqué d'ailes terminées par des pavillons octogonaux . Il s'engage également dans la construction spéculative dans le West End de Londres.
Ware n'est pas satisfait de la première édition en langue anglaise de Les Quatre Livres de l'architecture d'Andrea Palladio, traduit par Giacomo Leoni), et en particulier des illustrations de Leoni. En 1738, Ware publie sa traduction illustrée de ses propres gravures soignées. La version de Ware des Four Books of Architecture reste la meilleure traduction anglaise jusqu'au XXe siècle de l'avis de Howard Colvin.

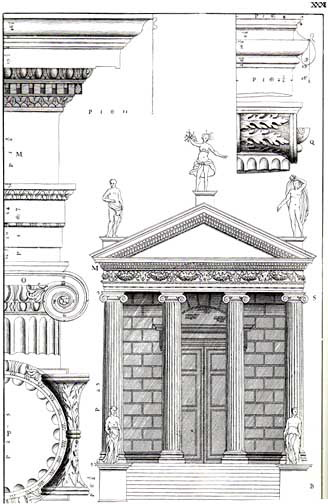
"Le temple de Fortuna Virilis" dans Les quatre livres d'Architecture d'Andrea Palladio d'Isaac Ware, Londres, 1738.

"Ayant complètement assimilé la théorie palladienne", écrit Colvin, "il regarda au-delà et, dans les années 1740, contribua lui-même à dissoudre la dictature du goût imposée par Burlington dans les années 1720". En 1756, il publie A Complete Body of Architecture, un ouvrage de grande envergure destiné à "suppléer la place de tous les autres livres". Il est décrit par John Summerson comme "bien compilé, reflétant très fidèlement la compétence solide et réfléchie des œuvres exécutées par son auteur" .

## Ouvrages
La liste suivante est tirée de Colvin; tous sont publiés à Londres.
- Dessins d'Inigo Jones et autres, 1731. Deuxième édition, 1743.
- Les plans, élévations et coupes de Houghton à Norfolk, 1735.
- Les quatre livres de l'architecture d'Andrea Palladio 1738. Dédié à Burlington.
- Deux gravures de Rokeby Hall, Yorkshire.
- A Complete Body of Architecture, publié en parties 1756-57. Deuxième édition, 1767, rééditée en 1768.
- La pratique de la perspective, de l'original italien de Lorenzo Sirigatti, avec les figures gravées par Isaac Ware, Esq. Une traduction de Sirigatti, La Practica di Prospettiva (Venise, 1596).